# Чемпіонат світу із шахів серед жінок 2018 (матч)
Чемпіонат світу з шахів серед жінок 2018 — матч між Тань Чжун'ї, чинною чемпіонкою, та претенденткою на титул — Цзюй Веньцзюнь.
Матч проходив у період з 2 по 20 травня 2018року в Шанхаї та Чунціні (Китай).
Переможницею матчу (рахунок 5½ — 4½) та новою чемпіонкою світу з шахів стала Цзюй Веньцзюнь.

## Результат особистих зустрічей
До цього матчу між собою суперниці зустрічались 16 разів за класичним контролем часу, рахунок +3-2=11 на користь Тань Чжун'ї.

## Формат та розклад матчу
Контроль часу:
90 хвилин на перші 40 ходів, потім 30 хвилин до кінця гри, з додаванням 30 секунд на кожен хід, починаючи з першого ходу. Якщо рахунок рівний після основних десяти партій, проводять знову жеребкування і чотири тай-брейки по 25 хвилин для кожного гравця з додаванням десяти секунд після кожного ходу.
Після четвертої партії шахістки міняються кольорами (шахістка, якій випали білі фігури на жеребкуванні, п'яту партію грає чорними).
Якщо рахунок нічийний після чотирьох блискавичних партій, знову відбувається жеребкування та проводять дві партії з контролем часу 5 хвилин та додаванням 3 секунди після кожного ходу. У випадку нічийного рахунку, для визначення переможця проводять ще один матч з двох партій. І якщо переможець досі не визначився, гравці змагаються в «армагедоні».
Розклад матчу
| Дата         | Партія                                         | Місце проведення |          |
| ------------ | ---------------------------------------------- | ---------------- | -------- |
| 2 травня     | Церемонія відкриття                            | Шанхай           |          |
| 3 травня     | Партія 1                                       | Шанхай           |          |
| 4 травня     | Партія 2                                       | Шанхай           |          |
| 5 травня     | вихідний                                       | вихідний         | вихідний |
| 6 травня     | Партія 3                                       | Шанхай           |          |
| 7 травня     | Партія 4                                       | Шанхай           |          |
| 8 травня     | вихідний                                       | вихідний         | вихідний |
| 9 травня     | Партія 5                                       | Шанхай           |          |
| 10-11 травня | Переліт                                        |                  |          |
| 12 травня    | Партія 6                                       | Чунцін           |          |
| 13 травня    | Партія 7                                       | Чунцін           |          |
| 14 травня    | вихідний                                       | вихідний         | вихідний |
| 15 травня    | Партія 8                                       | Чунцін           |          |
| 16 травня    | Партія 9                                       | Чунцін           |          |
| 17 травня    | вихідний                                       | вихідний         | вихідний |
| 18 травня    | Партія 10                                      | Чунцін           |          |
| 18 травня    | Тай-брейк (за необхідності) Церемонія закриття | Чунцін           |          |

## Таблиця матчу
| №   | Учасниця       | Рейтинг | 1   | 2   | 3   | 4   | 5   | 6   | 7   | 8   | 9   | 10  |  | + | − | = | Очки |
| --- | -------------- | ------- | --- | --- | --- | --- | --- | --- | --- | --- | --- | --- |  | - | - | - | ---- |
| 1   | Тань Чжун'ї    | 2522    | ½   | 0   | 0   | 1   | 0   | 1   | ½   | ½   | ½   | ½   |  | 2 | 3 | 5 | 4½   |
| 2   | Цзюй Веньцзюнь | 2571    | ½   | 1   | 1   | 0   | 1   | 0   | ½   | ½   | ½   | ½   |  | 3 | 2 | 5 | 5½   |
| ECO | ECO            | ECO     | D20 | А21 | E04 | А45 | С24 | E01 | E51 | D30 | E37 | A00 |  |   |   |   |      |